# Bóng đá nữ
Bóng đá nữ là môn thể thao đồng đội nữ. Nó thi đấu ở tầm chuyên nghiệp hoặc bán chuyên ở những quốc gia trên thế giới và có 176 đội tuyển quốc gia tham gia thi đấu quốc tế.
Lịch sử đã chứng kiến sự ra đời của những giải đấu ở cả cấp độ quốc gia và quốc tế. Bóng đá nữ trải qua lệnh cấm bóng đá nữ của FA giai đoạn 1921-1971.

## Lịch sử

### Thời kì sơ khai
Có những ý kiến tranh cãi về mốc thời gian trò chơi này xuất hiện, với niên đại xa nhất là vào những năm 5000 TCN. Người ta ghi chép lại những bằng chứng về sự tham gia của phụ nữ trong bóng đá. Ở Pháp, phụ nữ tham gia vào bóng đá các trò chơi dân gian từ thế kỷ 12. Các ghi chép về 1 trận đấu diễn ra thường niên tại khu vực Mid-Lothia của Scotland có lịch sử từ những năm 90 của thế kỷ 18. Trận đấu đầu tiên mà Hiệp hội bóng đá Scotland ghi nhận diễn ra vào năm 1892 tại Glasgow. Ở Anh, trận đấu bóng đá nữ đầu tiên diễn ra vào năm 1895. Trước đó vào năm 1863, các cơ quan điều hành bóng đá đã giới thiệu các luật lệ tiêu chuẩn nhằm chống lại bạo lực trên sân, điều giúp phụ nữ dễ được xã hội chấp nhận hơn khi chơi bóng.

### Thời kì hiện đại và sự cản trở
Vào năm 1881 Anh có những lần thi đấu với Scotland, khi vấn đề quốc tịch của cả 2 đội tuyển là không rõ ràng và việc họ chơi bóng đá "thuần túy" hay là nửa bóng đá nửa rugby. Scotland giành nhiều trận thắng hơn, nhưng nhiều trận trong số đó bị gián đoạn bởi khán giả tràn vào sân. Sự cố này khiến phải mãi tới năm 1889 mới có một trận đấu quốc tế được công nhận giữa Canada và chủ nhà Anh.

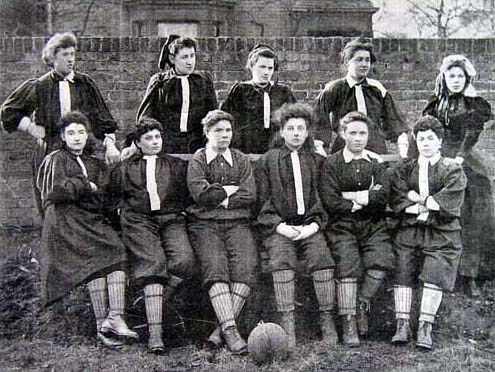
Câu lạc bộ British Ladies' Football Club

Nhà hoạt động xã hội Nettie Honeyball thành lập đội bóng nữ tại Anh vào năm 1894 mang tên British Ladies' Football Club. Nettie Honeyball nói, "Tôi thành lập đội vào cuối năm ngoái [1894], với quyết tâm không đổi là chứng minh cho thế giới thấy rằng phụ nữ không phải là những kẻ 'chỉ để trang trí và vô dụng' mà người ta vẫn hay miêu tả. Tôi phải thừa nhận là mọi lý lẽ của tôi trong các vấn đề nơi mà sự phân biệt giới là vô cùng sâu rộng đều nghiêng về việc giải phóng nữ giới, và tôi mong có ngày phụ nữ có thể có chỗ trong nghi viện và có tiếng nói trong việc giải quyết các vấn đề, đặc biệt là các vấn đề liên quan tới họ nhiều nhất." Honeyball và những người như mình đã mở đường cho phụ nữ tới với môn thể thao. Họ bị cản trở từ phía các liên đoàn bóng đá Anh Quốc, và phải tiếp tục con đường mà những người kia không ủng hộ. 1 trong các lý do của sự cản trở là từ việc người ta cho rằng những người như Honeyball muốn đe dọa "tính nam giới" của môn thể thao.
Vào thời kỳ Chiến tranh thế giới thứ nhất, nền công nghiệp đẩy mạnh sự phát triển của bóng đá nữ. Câu lạc bộ "thành công nhất thời kì này" là Dick, Kerr's Ladies của Preston, Anh. Câu lạc bộ này thi đấu trận quốc tế đầu tiên vào tháng 4 năm 1920, trước 1 đội bóng tới từ Paris, Pháp, và các cầu thủ của đội đóng góp phần lớn trong đội hình đội tuyển nữ Anh đối đầu với đội Scotland Ladies XI trong năm 1920, và giành thắng lợi tuyệt đối 22-0.

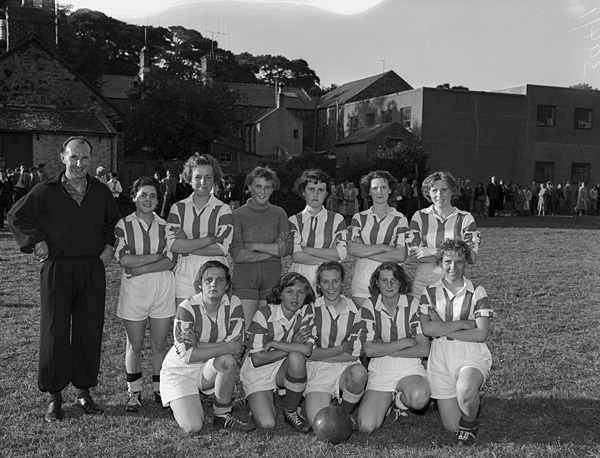
1 đội bóng của xứ Wales chụp lưu niệm trước trận đấu vào năm 1959

Từng có 1 trận đấu bóng đá nữ thu hút 53.000 khán giả tới xem, bóng đá nữ Anh vẫn phải chịu sự trừng phạt vào ngày 5 tháng 12 năm 1921 khi FA cấm bóng đá nữ được phép thi đấu trên các sân vận động của các thành viên của Liên đoàn, với lý do trò chơi này (của phụ nữ) gây ra sự khó chịu. 1 số cho rằng lệnh cấm này bị đặt ra vì sự ghen tị với lượng khán giả mà các trận bóng đá nữ thu hút được. Điều đó dẫn đến sự thành lập của English Ladies FA (Hiệp hội Bóng đá nữ Anh) và các trận đấu chuyển sang thi đấu trên các sân bóng bầu dục. 1 chiếc cúp bạc do chủ tịch hiệp hội Len Bridgett tài trợ để làm giải thưởng cho giải đấu mang tên English Ladies' Football Association Challenge Cup. Tổng cộng 24 đội tham gia mùa giải đầu tiên vào mùa xuân năm 1922. Đội vô địch Stoke Ladies đánh bại Doncaster and Bentley Ladies 3-1 trong trận chung kết vào ngày 24 tháng 6 năm 1922.
Vào tháng 8 năm 1917, trước khi lệnh cấm có hiệu lực, 1 giải đấu tổ chức cho câu lạc bộ nữ công nhân ở các xưởng đạn dược ở miền đông bắc nước Anh với tên gọi chính thức là Tyne Wear & Tees Alfred Wood Munition Girls Cup hay The Munitionettes' Cup. Đội đầu tiên đăng quang là Blyth Spartans, những người đả bại Bolckow Vaughan 5–0 trong trận chung kết đá lại tại Middlesbrough vào ngày 18/5/1918. Mùa giải thứ hai 1918–19 tiếp tục được tổ chức, lần này đội thắng cuộc là các cô gái của xưởng đóng tàu Palmer ở Jarrow sau khi vượt qua Hartlepool của Christopher Brown với tỉ số 1–0 tại sân St James' Park ở Newcastle vào ngày 22/3/1919.
Từ năm 1937, Dick, Kerr's Ladies thi đấu với Edinburgh City Girls tại giải Championship of Great Britain and the World (Giải vô địch bóng đá nữ Anh Quốc và Thế giới). Dick Kerr giành thắng lợi 2 lần vào năm 1937 và 1938 với cùng tỉ số 5-1. Tuy nhiên tại giải đấu tổ chức quy mô hơn vào năm 1939, Edinburgh City Girls lại là người chiến thắng trước Dick Kerr tại Edinburgh với kết quả 5-2. City Girls tiếp nối chiến quả trên bằng thắng lợi hủy diệt 7-1 trước Glasgow Ladies tại Falkirk để giành chức vô địch.

### Sự phát triển trở lại
Sau kì World Cup được tổ chức tại Anh năm 1966 Liên đoàn bóng đá nữ Anh được thành lập vào năm 1969, và lệnh cấm của FA bị bãi bỏ vào năm 1971. Cùng năm này, UEFA khuyến khích việc tổ chức thi đấu bóng đá nữ nên được đặt dưới sự kiểm soát của các liên đoàn thành viên ở mỗi quốc gia. Trong thập niên 1970, Ý là quốc gia đầu tiên có cầu thủ nữ thi đấu bán chuyên nghiệp. Vào năm 1985, đội tuyển nữ quốc gia Hoa Kỳ được thành lập còn vào năm 1989, Nhật là nước đầu tiên có giải vô địch bóng đá nữ quốc gia bán chuyên nghiệp mang tên L. League vẫn tồn tại cho đến ngày nay.

## Bóng đá nữ ngày nay

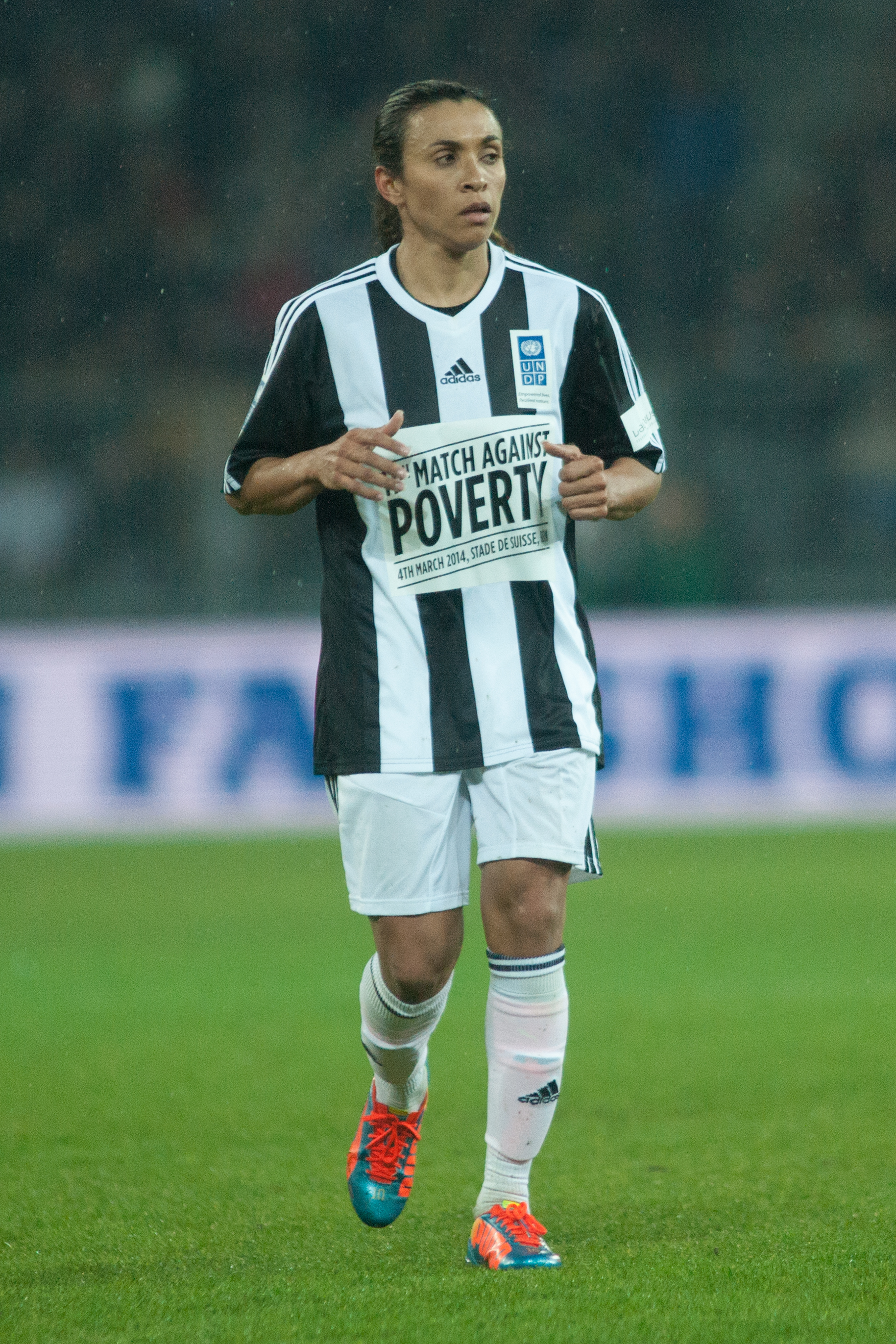
Marta Vieira da Silva, một trong những cầu thủ nữ nổi bật nhất với 5 lần đoạt danh hiệu Cầu thủ nữ xuất sắc nhất thế giới.

Sau khi được công nhận, bóng đá nữ nhanh chóng phát triển, bằng chứng là việc chất lượng cơ sở vật chất phục vụ cho giải thế giới vào năm 2015 tốt hơn rất nhiều lần so với kì giải đầu tiên vào năm 1991. Bóng đá có thể coi là môn thể thao dành cho nữ giới được phân bố rộng rãi nhất, và số lượng đội tuyển quốc gia nữ tham gia vào FIFA vẫn không ngừng gia tăng. Trong thời gian gần đây tại một số quốc gia Hồi giáo bảo thủ và hà khắc như Pakistan hay Các Tiểu vương quốc Ả Rập Thống nhất, những nơi mà phụ nữ bị hạn chế rất nhiều thứ, thì giờ đã có cả các đội tuyển quốc gia và các câu lạc bộ bóng đá nữ. Theo số liệu từ FIFA, vào năm 2006 có khoảng 26 triệu nữ cầu thủ, và kể từ năm 2000 con số này đã tăng lên trên 4,5 triệu. 448 trận đấu bóng đá quốc tế đã diễn ra tại 134 quốc gia, và sóng truyền hình của Giải vô địch bóng đá nữ thế giới đã tiếp cận tới 200 quốc gia vào năm 2007 so với con số 67 của năm 1999. Ước tính số lượng cầu thủ nữ tại các châu lục vào năm 2006: 10 triệu ở Bắc Trung Mỹ và Caribe (trong đó có 7 triệu tại Hoa Kỳ), 6,4 triệu tại châu Âu và các quốc gia khác thuộc UEFA, 5,1 triệu tại châu Á (tính cả Úc), 3 triệu tại Nam Mỹ, gần 1,4 triệu ở châu Phi và 56.000 ở châu Đại Dương. Số cầu thủ có đăng ký tăng 54% so với năm 2000 lên con số 4,1 triệu trên tổng số 38,3 triệu cầu thủ có đăng ký cả nam lẫn nữ.
Tại châu Âu có 13.000 câu lạc bộ có ít nhất một đội bóng nữ. Có 51 câu lạc bộ của 43 quốc gia tham gia vào các vòng đấu của UEFA Women's Champions League mùa giải 2010–11. Trong số này có một câu lạc bộ là câu lạc bộ vô địch bóng đá nữ của đảo Síp, dù nước này chưa có đội tuyển quốc gia nữ chính thức vào thời điểm đó. Ngược lại Latvia, Armenia và Azerbaijan có đội tuyển quốc gia nữ nhưng không có câu lạc bộ nào tham dự. Số đội tham dự mùa giải 2014–15 tăng lên 54 đội của 46 quốc gia thành viên. Albania, Malta và Montenegro là ba nước lần đầu góp mặt. Các quốc gia chưa từng có đại diện nào là Luxembourg, Gruzia, Andorra, Armenia, Azerbaijan, Gibraltar, Liechtenstein và San Marino.
Tại giải đấu vô địch các câu lạc bộ Nam Mỹ Copa Libertadores dành cho nữ, cả mười quốc gia tham gia vào mùa giải đầu tiên vào năm 2009. Tất cả thành viên của CONMEBOL cũng tham gia vào giải vô địch cấp độ đội tuyển quốc gia, và bốn trong số các đội này tham dự World Cup 2015.
Mặc dù sự quan tâm dành cho bóng đá nữ ngày một tăng, vẫn chỉ có rất ít các sản phẩm truyền thông được đầu tư dành riêng cho nó. Hiện nay có một số tờ báo gây sự chú ý đáng kể, điển hình như Shekicks. Trước đây tại một số quốc gia như Na Uy cũng phát hành tạp chí dành riêng cho môn thể thao nữ này nhưng không tồn tại được lâu trước khi phải dừng hoạt động. Về mặt truyền hình, tại các quốc gia như Đức và Thụy Điển, các trận đấu tại giải vô địch quốc gia và Champions League được phát sóng khá đều đặn. Cả Na Uy và Anh đều chiếu trận chung kết cúp quốc gia trên TV. Trong số các kênh truyền hình phi chính phủ, Eurosport là kênh nổi bật nhất trong việc phát sóng các trận bóng đá nữ thuộc khuôn khổ các giải bóng đá lớn như giải vô địch thế giới hay Euro.

## Các giải đấu lớn hiện nay

### Giải vô địch bóng đá nữ thế giới

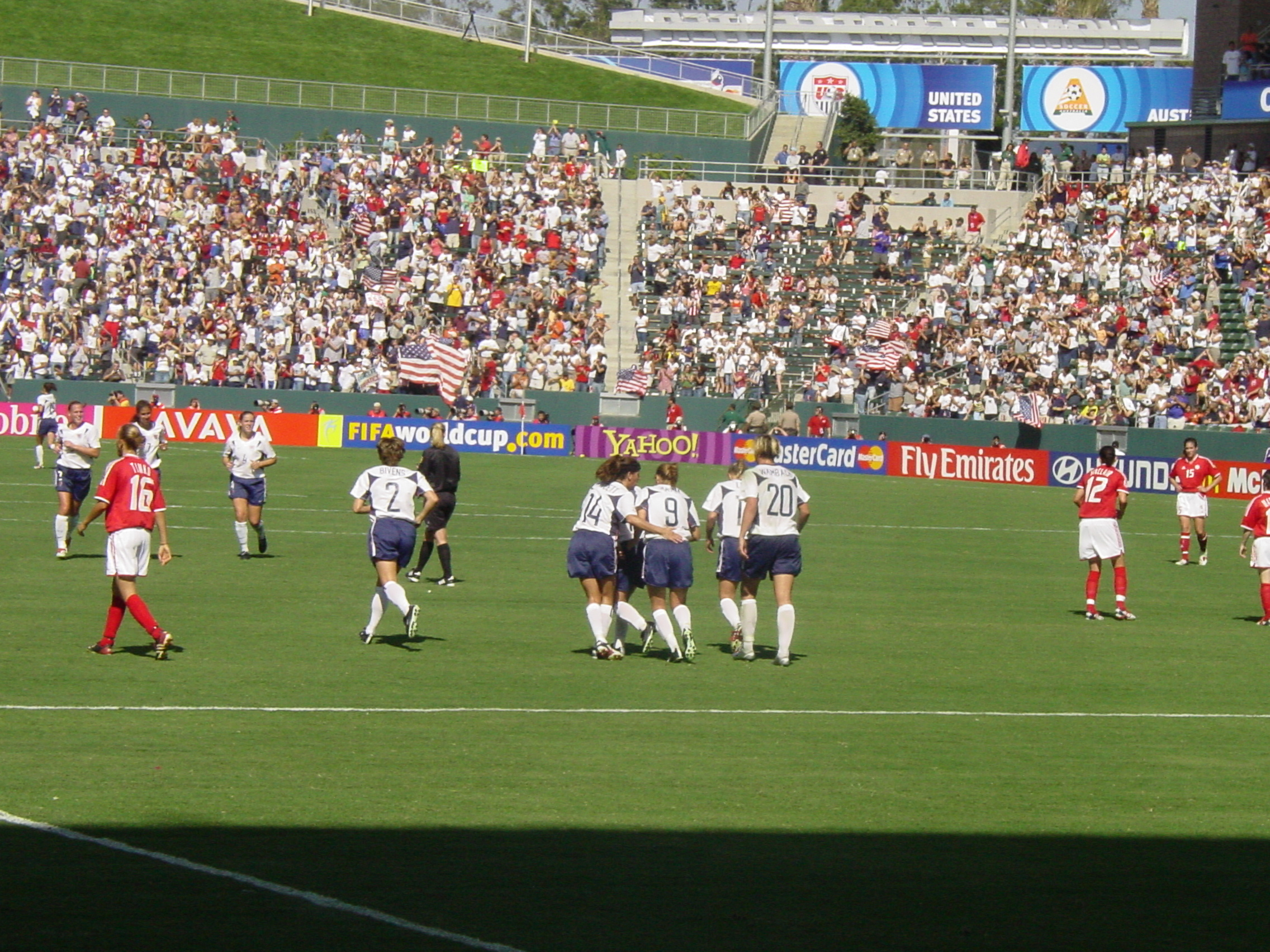
Hoa Kỳ gặp Canada trong trận tranh huy chương đồng World Cup 2003.

Trước khi FIFA Women's World Cup ra đời, một số giải đấu đã diễn ra từ thập niên 1970 và 1980, trong đó có giải đấu thử nghiệm mang tên Women's Invitation Tournament của FIFA tại Trung Quốc năm 1988.
Giải vô địch bóng đá nữ thế giới đầu tiên được tổ chức vào tháng 11 năm 1991 với chức vô địch thuộc về Hoa Kỳ. Giải đấu tại Hoa Kỳ vào hè năm 1999 thu hút sự chú ý trên toàn thế giới với một trận chung kết được chứng kiến bởi lượng khán giả kỉ lục trên 90.000 người tại sân Pasadena. Hoa Kỳ chiến thắng 5–4 trên loạt luân lưu trước Trung Quốc. Hoa Kỳ là đội tuyển vô địch nhiều lần nhất (3 lần) và đồng thời là đội đương kim vô địch.

### Giải vô địch bóng đá nữ châu Âu
Các giải đấu bóng đá nữ châu Âu không chính thức đầu tiên được tổ chức tại Ý vào các năm 1969 và 1979. Tới năm 1982 UEFA quyết định tổ chức một giải bóng đá nữ châu Âu mang tên Giải các đội tuyển nữ đại diện châu Âu, tên ban đầu của Giải vô địch bóng đá nữ châu Âu hay Euro Nữ. Vòng chung kết đầu tiên vào năm 1984 chứng kiến sự lên ngôi của đội tuyển Thụy Điển. Đến nay đội tuyển giành nhiều chức vô địch nhất và đồng thời đương kim vô địch là đội Đức.

### Thế vận hội Mùa hè
Kể từ Thế vận hội Mùa hè 1996, nội dung bóng đá nữ được thêm vào chương trình thi đấu của Thế vận hội. Không giống như nội dung của nam (hầu hết là các cầu thủ dưới 23 tuổi), nội dung nữ không giới hạn độ tuổi hay chứng nhận chuyên nghiệp. Các liên đoàn bóng đá của Vương quốc Anh và Bắc Ireland không được Ủy ban Olympic Quốc tế cho phép cử đội thi đấu riêng. Tuy nhiên Thế vận hội Mùa hè 2012 tổ chức tại Luân Đôn chứng kiến sự xuất hiện lần đầu tiên của đội tuyển bóng đá Vương quốc Anh với thành phần từ hai đội tuyển Anh (England) và Scotland. Và tại FIFA Women's World Cup 2019, UEFA lựa chọn 3 đội châu Âu có thành tích tốt nhất giải để tham dự Thế vận hội Mùa hè 2020. Đội tuyển Anh là một trong 3 đội đó và họ sẽ được tham dự Olympic với tư cách đại diện cho cả Vương quốc Liên hiệp Anh và Bắc Ireland dưới tên Great Britain.

## Bóng đá nữ trẻ
Vào năm 2002, FIFA tổ chức giải đấu bóng đá nữ trẻ đầu tiên với tên gọi Giải vô địch U-19 nữ thế giới của FIFA, diễn ra lần đầu tại Canada. Trận chung kết năm 2002 là câu chuyện nội bộ của khu vực CONCACAF khi U19 Hoa Kỳ đánh bại chủ nhà 1-0 nhờ bàn thắng vàng trong hiệp phụ. Giới hạn độ tuổi sau này được tăng lên con số 20 kể từ kì giải 2006 ở Nga với đội vô địch là Triều Tiên. Đội đương kim giữ cúp vô địch hiện nay là Đức. Vào năm 2008, FIFA cho ra đời Giải vô địch bóng đá nữ U-17 thế giới. Triều Tiên là đội vô địch đầu tiên tại giải đấu ở New Zealand. Đương kim vô địch của giải là Nhật Bản, một đại diện châu Á khác. Ngoài ra bóng đá nữ còn xuất hiện tại các giải đấu trẻ của các liên đoàn khu vực và các đại hội thể thao trong đó có Thế vận hội Trẻ và Thế vận hội Sinh viên.
Tại Hoa Kỳ, sau 60 năm đấu tranh để được xã hội chấp nhận, vào cuối những năm 1970, các câu lạc bộ bóng đá nữ bắt đầu xuất hiện trong các trường đại học. Tuy nhiên phải tới thập niên 1980 các đội này mới được công nhận thực sự và được đại diện cho bộ mặt thể thao của các trường. Đại học Brown là trường đầu tiên có đội bóng đá nữ được công nhận làm đội đại diện cho trường. Hiệp hội thể thao nữ liên đại học (AIAW) tài trợ cho giải bóng đá nữ đại học vùng đầu tiên ở Mỹ, diễn ra tại Đại học Brown. Giải bóng đá nữ đại học toàn quốc đầu tiên được tổ chức tại trường cao đẳng Colorado bởi AIAW vào năm 1981. Hiện nay có trên 700 đội bóng đá nữ thi đấu theo nhiều hình thức và quy mô tại các trường cao đẳng và đại học trực thuộc ba tổ chức thể thao đại học là National Collegiate Athletic Association (NCAA), National Association of Intercollegiate Athletics (NAIA) và National Junior College Athletic Association (NJCAA).